# Sheila Gordon
Sheila Gordon (Johannesburg, 22 gennaio 1927 – New York, 10 maggio 2013) è stata una scrittrice statunitense d'origine sudafricana.

## Biografia
Sheila Gordon nasce il 22 gennaio 1927 a Johannesburg dove trascorre la propria infanzia.
Ottiene un B.A. in letteratura inglese all'Università del Witwatersrand prima di trasferirsi con la famiglia in Inghilterra e in seguito negli Stati Uniti.
Esordisce nel 1975 con Unfinished Business e in seguito pubblica altri 3 romanzi e un memoir soffermandosi su temi quali l'apartheid, l'amicizia contrastata e le problematiche nei villaggi africani.
Il suo unico romanzo tradotto in italiano, il libro per ragazzi Aspettando la pioggia, ha ricevuto numerosi riconoscimenti tra i quali il Premio Bancarellino nel 1993.
Muore il 10 maggio 2013 a New York all'età di 86 anni. 

## Vita privata
Sposatasi nel 1947 con il fisico Harley Gordon, la coppia ha avuto 3 figli.

## Opere principali

### Romanzi
- Unfinished Business (1975)
- A Monster in the Mailbox (1978)
- Aspettando la pioggia (Waiting for the Rain, 1987), Trieste, Einaudi ragazzi, 1993 traduzione di Lucio Angelini ISBN 88-7926-083-9.
- The Middle of Somewhere (1990)

### Memoir
- A Modest Harmony: Seven Summers in a Scottish Glen (1982)

### Saggi
- World Problems (1971)

## Premi e riconoscimenti
- Jane Addams Children's Book Award: 1988 con Aspettando la pioggia
- Premio Bancarellino: 1993 con Aspettando la pioggia
- Premio Phoenix: 2007 Honor Book con Aspettando la pioggia